# Bernardo Castells i Brunet

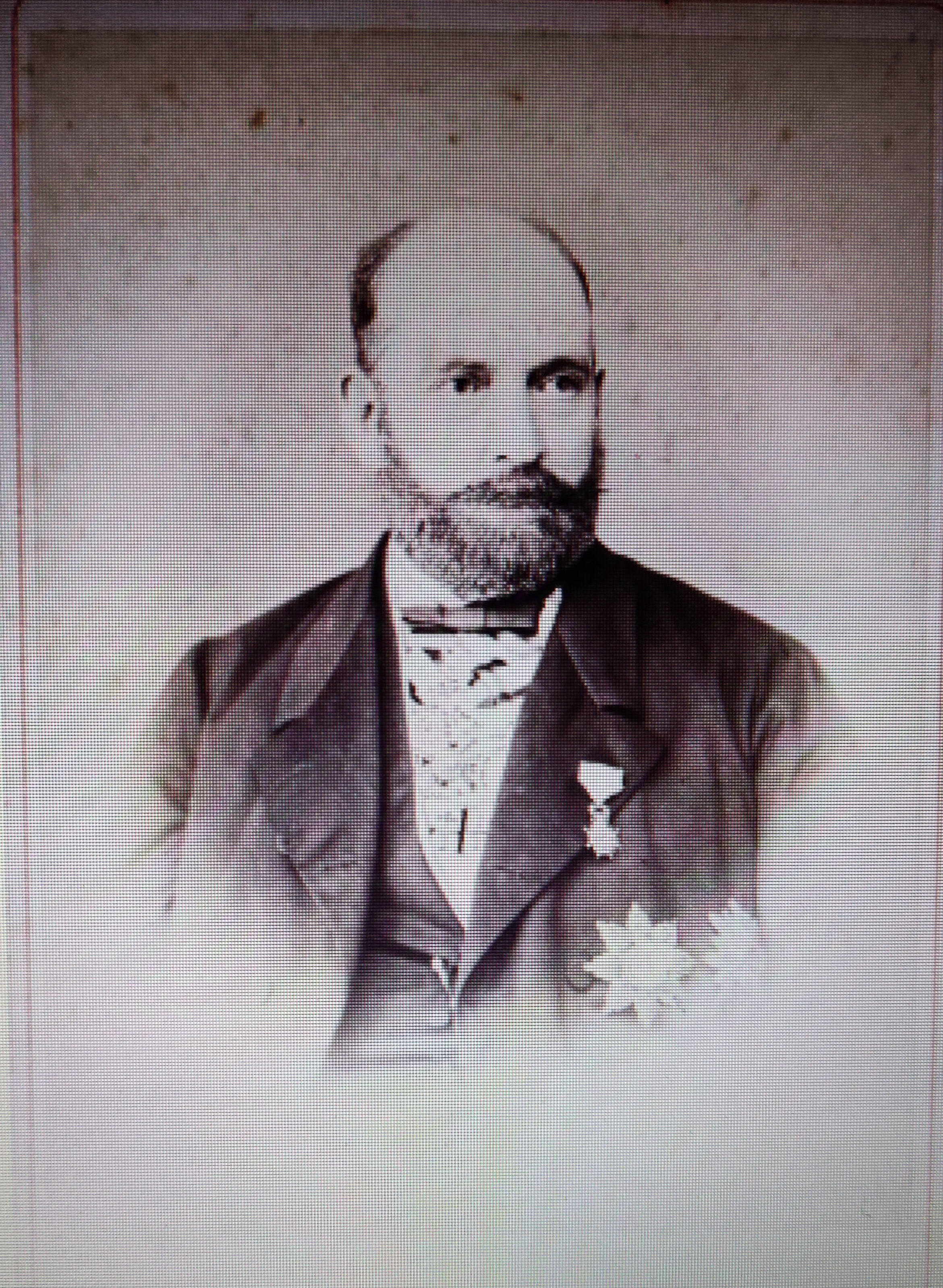
Bernardo Castells I Brunet

Bernardo Castells i Brunet,  a 1834 va fundar el seu cèlebre negoci d'efectes militars, al carrer Ferrer de Blanes 6-8, al barri de Gràcia. Més endavant, obriria una selecta botiga al carrer Escudellers 17, on el negoci passaria a dir-se “Castells e Hijos”. Bernardo Castells, mor el 16 d'abril de 1883. Els qui continuaran el negoci familiar serien els seus fills Genaro Castells Reig i Teresa Castells Reig, amb el nom de “Hijos de Bernardo Castells” i posteriorment van continuar els seus descendents. La botiga d'Escudillers va ser durament saquejada i destrossada durant la revolta militar del 19 de juliol de 1936, va ser intervinguda per la Generalitat de Catalunya, per la qual cosa, van continuar treballant des del taller inicial del barri de Gràcia, fins al 1980 que va cessar definitivament la seva activitat comercial.
Bernardo Castells i Brunet va ser un gravador de metalls i editor de medalles vuitcentista barceloní va ser una persona de rellevància pública, com ho demostra que fos “agraciado por S.M. el rey, en virtud de sus servicios especiales prestados en diferentes épocas al ramo de Guerra, con la cruz blanca de segunda clase del Mérito Militar”. Així mateix, era vocal de l'associació benèfica “Amics dels Pobres”, presidida per don Francisco de P. Rius y Taulet
Va dur a terme nombroses medalles commemoratives. Entre les medalles que va fabricar, destaquem:
Medalla por la Defensa del Arsenal de la Carraca (1873)
Orden del Mérito Militar de 1ª Clase con Distintivo Rojo
Medalla por la Defensa de Bilbao (1874)
No només va ser un prestigiós encunyador i fabricant d'articles militars, sinó que a ell se li deu com a curiositat el disseny fins i tot de la bandera de la Guàrdia Civil. Pel que sembla, en veure'ls desfilar el dia del casament d'Alfons XII i Mercedes d'Orleans va tenir la idea.
"La bandera tiene su origen en la boda de Alfonso XII con María de las Mercedes. Aquel fausto día, el 23 de enero de 1878, desfiló sin enseña la Compañía de Guardias Jóvenes, cosa que no ocurrió con la Compañía de Carabineros Jóvenes, cuerpos actualmente fusionados. Al verlo, Bernardo Castells se ofreció al teniente general marqués de la Colonia, director general del cuerpo, una bandera que fue entregada, finalmente, el 9 de noviembre de aquel año"
A nivell familiar Bernardo Castells i Brunet, era fill de Miguel Castells i de Joanna Brunet. Es va casar amb Mª Anna Reig i Cantó (BCN) i van tenir fills: Teresa Castells i Reig (1848), Genaro Castells i Reig (1850-1935), Lluís Frederic Castells i Reig (1854).Joan Miquel Bernard Castells i Reig (1856), i Joaquim Maria Manel Castells i Reig (1862) .